# Costituzione europea

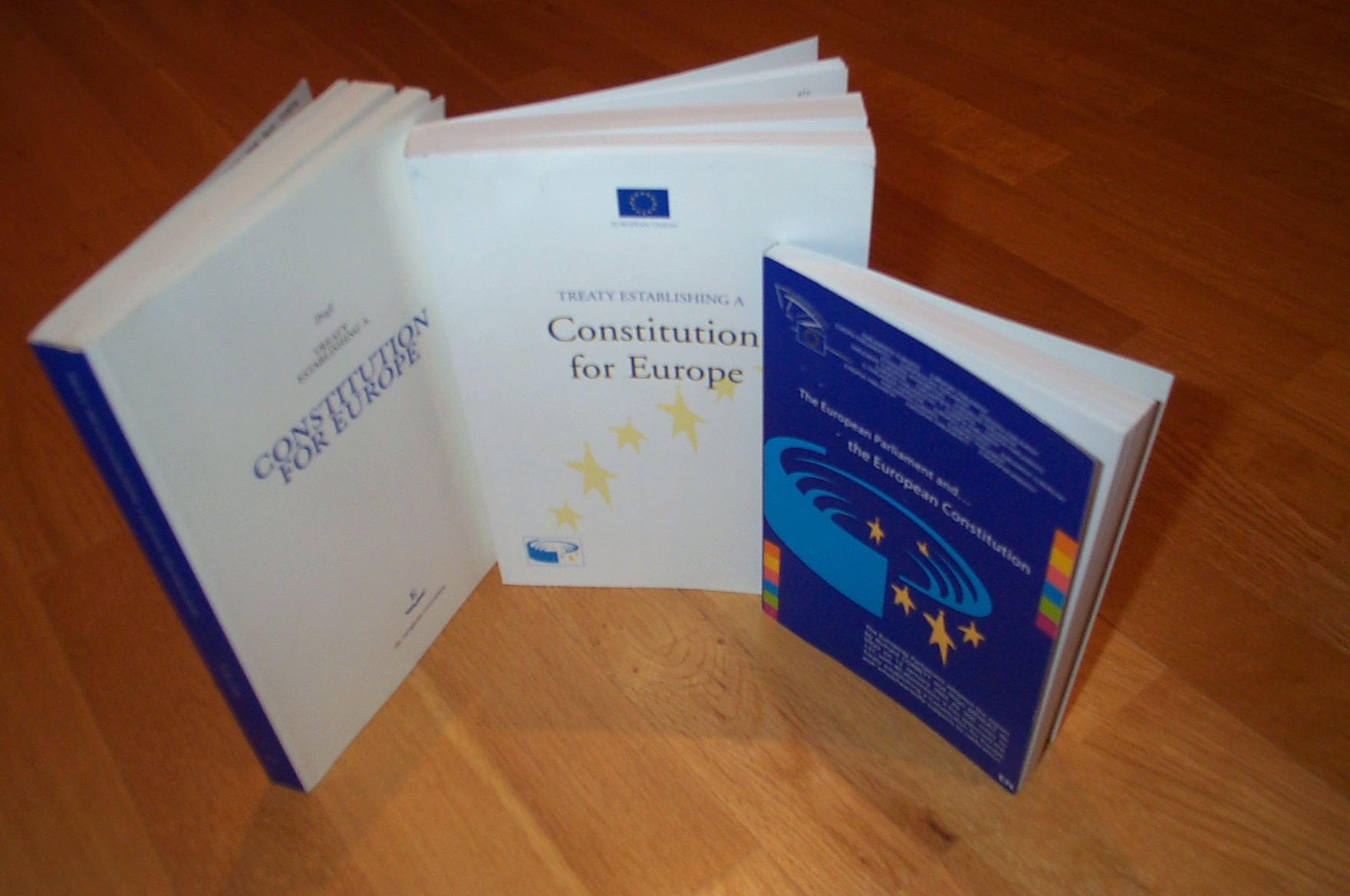
Versioni in lingua inglese del Trattato che istituisce una costituzione per l'Europa, pubblicate dall'Unione europea per il grande pubblico. Da sinistra a destra: la bozza dalla convenzione europea; la versione intergovernativa (nel testo firmato dai plenipotenziari, da ratificare) con i protocolli e gli annessi; la versione ridotta con la risoluzione di approvazione del Parlamento europeo, ma senza protocolli e annessi, per gli ospiti al Parlamento europeo. Ne esistono versioni in tutte le altre lingue comunitarie.

Quello della Costituzione europea, formalmente Trattato che adotta una Costituzione per l'Europa, è stato un progetto di revisione dei trattati fondativi dell'Unione europea, redatto nel 2003 dalla Convenzione europea e definitivamente abbandonato nel 2007, a seguito dello stop alle ratifiche imposto dalla vittoria del no ai referendum in Francia e nei Paesi Bassi. Diverse innovazioni della Costituzione sono state poi incluse nel successivo Trattato di Lisbona, entrato in vigore il 1º dicembre 2009.
Si trattava di un testo unico volto ad armonizzare e integrare tutti i vari trattati fondativi dell'Unione europea redatti negli anni in un unico documento.

## Storia

### La necessità di una Costituzione per l'Europa
All'inizio del nuovo millennio l'Unione europea, ormai esistente in diverse forme da circa mezzo secolo, si è trovata a dover affrontare nuove importanti sfide, le quali confermavano l'esigenza - già evidenziata in passato dal Club del coccodrillo - di un approfondimento dei legami sovranazionali europei.
Il 7 luglio 2000, il Presidente della Repubblica italiana, Carlo Azeglio Ciampi, in un intervento pubblico all'Università di Lipsia, lanciò l'idea di una Costituzione Europea, ovvero una cornice istituzionale che avrebbe evitato all'Euro la condizione di "orfano isolato".
Nello stesso anno le norme di base della legislazione europea venivano rinnovate con il Trattato di Nizza (7-10 dicembre 2000), che introduceva flessibilità e riforme in vista di un allargamento dell'UE da 15 a 27 membri (entro il 2007). Sebbene le innovazioni introdotte abbiano migliorato i processi decisionali e meglio organizzato le istituzioni dell'UE, il Trattato di Nizza era nato come compromesso tra le diverse idee dei paesi membri e quindi non adeguatamente capace di rispondere alle future sfide dell'Europa. Per tale motivo all'atto finale della conferenza intergovernativa che avrebbe varato il nuovo trattato venne aggiunta all'ultimo momento una "Dichiarazione sul futuro dell'Unione". In essa si ponevano i nuovi problemi da risolvere entro il 2004, anno dell'allargamento dell'Unione ad altri 10 membri. La dichiarazione concerneva:
- le modalità per stabilire e mantenere una più precisa delimitazione delle competenze tra l'Unione europea e gli Stati membri, che rispecchi il principio di sussidiarietà;
- lo status della Carta dei diritti fondamentali, proclamata a Nizza;
- una semplificazione dei trattati al fine di renderli più chiari e meglio comprensibili senza modificarne la sostanza;
- il ruolo dei Parlamenti nazionali nell'architettura europea;
- migliorare e continuare a garantire la legittimità democratica e la trasparenza dell'Unione e delle sue Istituzioni, per avvicinarle maggiormente ai cittadini degli Stati membri.

Il 15 dicembre 2001 al consiglio europeo di Laeken venne proclamata la “Dichiarazione di Laeken” di importanza primaria, poiché oltre a ribadire i problemi sul tavolo fissati fin da Nizza venne convocata ufficialmente una Convenzione europea, un organo straordinario incaricato di giungere alla soluzione concreta dei problemi entro il 2004. La Dichiarazione indicava le due grandi sfide dell'Europa del nuovo millennio: una interna, l'avvicinare cioè le istituzioni europee al cittadino e potenziare la democraticità dell'Unione; una esterna, il ruolo cioè che avrebbe avuto l'Europa unita nello scenario post 11 settembre 2001, in quale modo si sarebbe imposta sullo scenario internazionale per far valere la pace, la democrazia e i diritti dell'uomo. Concretamente venivano richieste le seguenti riforme, prioritarie per creare un'Unione forte:
- introdurre una distinzione più chiara fra tre tipi di competenze: quelle esclusive dell'Unione, quelle degli Stati membri, quelle condivise tra l'Unione e gli Stati membri, chiarire a quale livello le competenze si esercitano nella maniera più efficace e come applicare, a tale riguardo, il principio di sussidiarietà;
- sviluppare una politica estera e di sicurezza comune più coerente;
- decidere se intensificare la cooperazione in materia di inclusione sociale, di ambiente, di sanità, di sicurezza alimentare oppure invece demandare queste questioni agli Stati membri e, ove la loro costituzione lo preveda, alle regioni;
- ridurre il numero di strumenti legislativi e riassumere in un unico documento il vastissimo corpus giuridico dell'Unione, per garantire la massima chiarezza (attualmente le leggi europee sono racchiuse in quattro trattati: quelli di Roma, di Maastricht, di Amsterdam e di Nizza);
- decidere se rafforzare l'autorità e l'efficienza della Commissione europea, secondo quali modalità designare il Presidente della Commissione, se rafforzare il ruolo del Parlamento europeo, se introdurre una circoscrizione elettorale europea o continuare ad attenersi a circoscrizioni stabilite a livello nazionale;
- decidere il ruolo e le competenze dei Parlamenti nazionali;
- dare un valore giuridico alla Carta dei diritti fondamentali[4].

A questi quesiti molto complessi la Dichiarazione rispose con la convocazione della Convenzione sul futuro dell'Europa, proclamando presidente Valéry Giscard d'Estaing (ex presidente della repubblica francese) e vicepresidenti Giuliano Amato e Jean-Luc Dehaene. I lavori della Convenzione si aprirono ufficialmente il 28 febbraio 2002.
La Commissione europea e in particolar modo il Presidente Romano Prodi hanno poi scritto e supportato un documento, chiamato Progetto Penelope, che conteneva un'integrazione più profonda tra i paesi e un modello istituzionale più definito: la bozza è stata uno dei punti di riferimento della Convenzione europea.

### I lavori della Convenzione europea
Conclusisi il 10 luglio 2003, i lavori della Convenzione sul futuro dell'Europa sono durati diciassette mesi, durante i quali i suoi membri hanno quotidianamente discusso i delicati temi sul tavolo del dibattito. I membri della Convenzione, in numero di 102 (più 12 osservatori), nominati dai governi e dai parlamenti nazionali degli stati membri e dei paesi candidati all'adesione, dal Parlamento europeo e dalla Commissione europea, nel corso dei mesi di lavoro si sono riuniti in vari gruppi specifici ognuno con un tema da affrontare, discutendo poi le loro proposte e le loro soluzioni in 26 assemblee plenarie durante le quali esse sono state votate e/o modificate. I lavori della Convenzione si sono svolti in una completa trasparenza, poiché tutte le sedute plenarie sono state aperte al pubblico e tutta l'enorme mole di documenti prodotti è stata sempre disponibile per la consultazione sui siti Internet istituzionali.
Inoltre, nel corso dei lavori la Convenzione ha incontrato numerosi gruppi non istituzionali (confessioni religiose, organizzazioni non-profit, società civile, gruppi di riflessione, organizzazioni locali e regionali) lasciando aperto un forum dove raccogliere contributi di chiunque volesse dire la sua (quasi 1300 contributi) e dedicando una particolare giornata all'incontro con i giovani, le cui proposte sono state al centro di numerosi dibattiti.
Pur tuttavia, non adeguatamente pubblicizzata la Convenzione è finita per non attirare l'attenzione della maggioranza dell'opinione pubblica, col risultato che il frutto conclusivo è stato accolto con freddezza. Il risultato finale, presentato dal presidente Giscard d'Estaing il 18 luglio 2003 a Roma, è stato il "Trattato che istituisce una Costituzione per l'Europa", in quattro parti, vera e propria costituzione europea che ha in pratica trasformato la Convenzione in una Costituente.

### La Conferenza intergovernativa (CIG)
Dopo la presentazione ufficiale del progetto costituzionale, la presidenza di turno italiana dell'UE ha rapidamente convocato la Conferenza intergovernativa (CIG) incaricata di discutere e se necessario modificare il progetto in vista di una sua ratifica. La CIG è composta dai capi di Stato o di governo dei 25 Paesi dell'Unione, dai ministri degli Affari esteri di tali Stati, dal Presidente della Commissione europea (allora Romano Prodi) e dal Presidente del Parlamento europeo (allora Pat Cox) nonché da alcuni membri attivi della Convenzione. La prima seduta è stata convocata per il 4 ottobre 2003. Dopo una modifica redazionale e giuridica del documento costituzionale attuato dal gruppo dei giuristi (un organo incaricato di attuare un approfondito esame giuridico e linguistico del testo per evitare ambiguità o lacune), i membri della CIG hanno iniziato l'esame dei punti controversi del trattato. I principali punti controversi sono stati:
- il nuovo sistema decisionale, basato sulla maggioranza qualificata (50% degli Stati membri che rappresentino il 60% della popolazione dell'Unione) è stato fortemente criticato da Spagna e Polonia, che hanno richiesto il ritorno alla ponderazione dei voti del Trattato di Nizza, che li favoriva;
- la decisione di abolire definitivamente le decisioni a votazione unanime sostituendole con quelle a maggioranza qualificata ha scontentato quei paesi (come la Gran Bretagna) che non vogliono perdere la propria autonomia nei campi della fiscalità e della politica estera;
- l'attribuzione dei seggi del Parlamento europeo, fissato a 736 con una soglia minima di 4, ha scontentato i Paesi con bassa popolazione che hanno chiesto un aumento della soglia minima a 5 o a 6;
- Il numero di membri della Commissione europea, in quel momento solo 15 (uno per stato membro) era stato fissato in occasione dell'allargamento a 25 paesi sempre a 15 commissari più tanti commissari senza diritto di voto quanti erano i paesi senza rappresentanza in Commissione: la decisione ha scontentato i paesi “piccoli”, timorosi di una perdita d'influenza in Commissione;
- La decisione di riunire i vari Consigli dei ministri dell'Unione (eccezion fatta per quello degli esteri) in due soli organi – il Consiglio legislativo e quello per gli Affari generali – ha accontentato solo due delegazioni ed è stata dunque abolita;
- la presidenza dei vari Consigli dei ministri dell'Unione, affidata dalla Convenzione a uno stato membro a rotazione per un anno, risultava troppo confusa;
- la formula del preambolo introduttivo sul richiamo alle “eredità culturali, religiose e umanistiche” dell'Europa ha scontentato alcuni paesi che hanno richiesto un esplicito riferimento alle radici cristiano-giudaiche dell'Europa e a Dio;[6].

Le numerose sessioni presiedute da Silvio Berlusconi, presidente di turno dell'UE, pur risolvendo la maggioranza dei quesiti sul tavolo dei negoziati non erano riuscite a giungere ad un compromesso sulla maggioranza qualificata per via delle forti critiche di Spagna e Polonia. Per tale motivo, durante la sessione conclusiva dal 12 e 13 dicembre 2003 a Bruxelles, veniva dichiarato il fallimento dei negoziati e le questioni passavano alla nuova presidenza di turno irlandese, guidata da Bertie Ahern. Dopo numerosi incontri bilaterali, nel marzo del 2004 un appello del Parlamento europeo faceva seguito a quello dell'ex presidente della Convenzione Giscard d'Estaing nel chiedere la ripresa dei negoziati, poiché la ratifica della Costituzione rimaneva di prioritaria importanza. Le nuove sessioni della CIG, tra l'aprile e il giugno del 2004, si sono concluse nel Consiglio europeo di Bruxelles del 17-18 giugno 2004: il problema della maggioranza qualificata veniva risolto e si giungeva definitivamente a un accordo sul testo.

### La firma della Costituzione

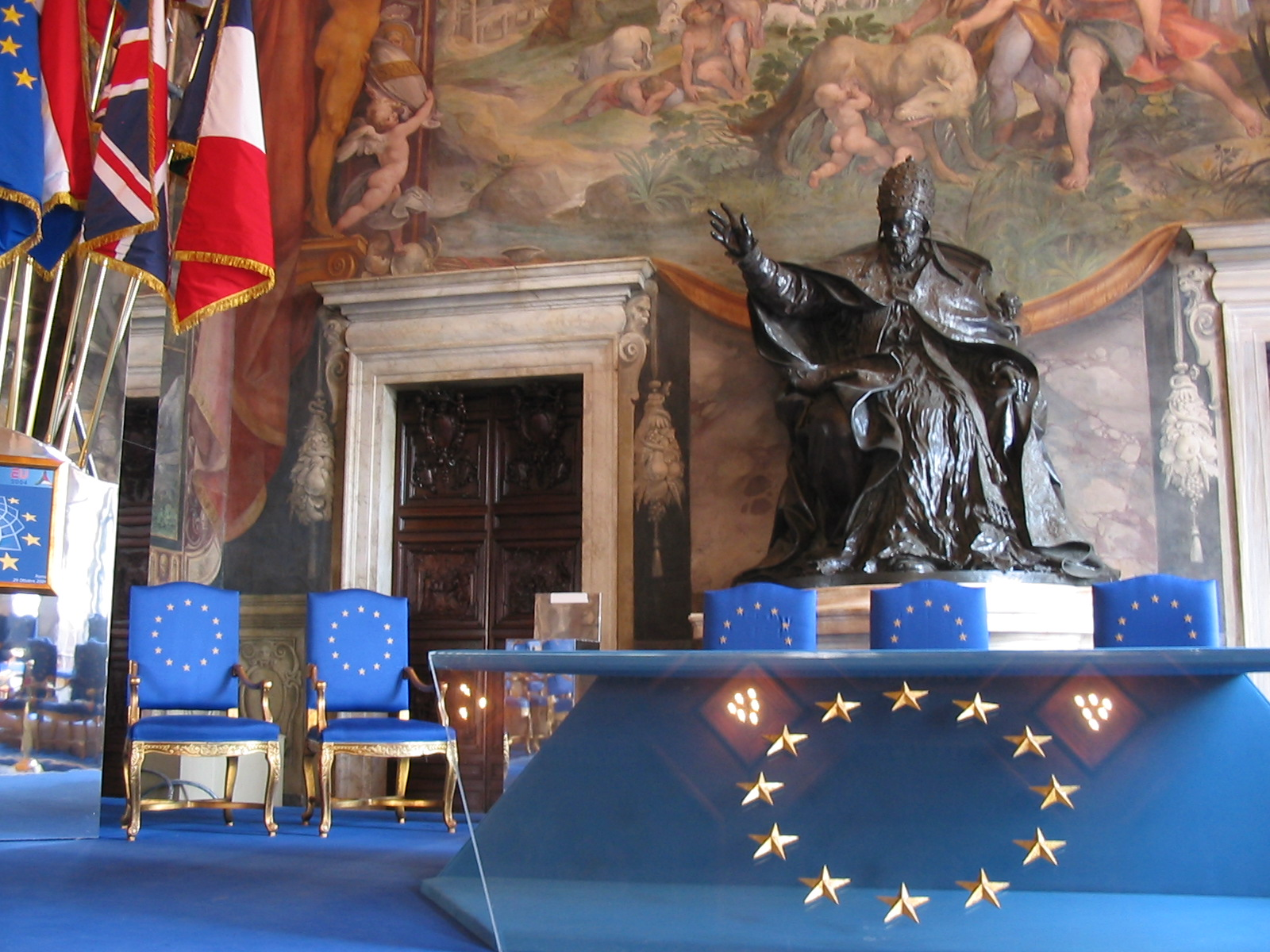
La sala degli Orazi e Curiazi allestita per la firma della Costituzione

Il 29 ottobre 2004 si è svolta a Roma la cerimonia (trasmessa in eurovisione) della firma del Trattato che adotta una Costituzione per l'Europa. Hanno firmato la Costituzione i capi di Stato o di governo dei 25 paesi dell'Unione europea e i loro ministri degli esteri. Bulgaria, Romania e Turchia, in qualità di paesi candidati, hanno firmato solo l'Atto finale, mentre la Croazia ha partecipato come osservatore.
La firma della Costituzione è avvenuta nella Sala degli Orazi e Curiazi del Palazzo dei Conservatori, la stessa storica sala in cui il 25 marzo 1957 i sei paesi fondatori firmarono i trattati che istituivano la CEE e l'Euratom (Trattati di Roma).

### L'iter di ratifica
Sì, con Trattato d'accesso
     Sì, procedura parlamentare
     Sì, con Referendum
     No, con Referendum
     Referendum sospeso
     Procedura parlamentare sospesa

Ratifica nei paesi membri
Sì, con Trattato d'accesso
Sì, procedura parlamentare
Sì, con Referendum
No, con Referendum
Referendum sospeso
Procedura parlamentare sospesa

È iniziato quindi il lungo processo di ratifica del testo costituzionale da parte dei 25 paesi dell'Unione europea (oggi 27), ratifica che avviene o per via parlamentare – come nel caso italiano – o tramite referendum popolari. In quest'ultimo caso, hanno risposto favorevolmente alle urne i cittadini di Spagna (20 febbraio 2005) e Lussemburgo (10 luglio 2005), mentre i cittadini di Francia (29 maggio 2005) e Paesi Bassi (1º giugno 2005) hanno votato in maggioranza no. Quest'ultimo risultato ha praticamente congelato l'iter di ratifica, da concludersi entro la fine del 2006: alcuni paesi (tra cui Danimarca e Regno Unito) che ancora non hanno ratificato la Costituzione non hanno ancora fissato date per eventuali referendum. Del resto, non si sa quale risposta dare ai no di Francia e Paesi Bassi, e ad eventuali possibili no di altri paesi. Nel summit europeo del 15 e 16 giugno 2006, i capi di Stato e di governo dei paesi membri si sono posti l'obiettivo di risolvere la questione entro il 2008 o comunque prima delle elezioni europee del 2009. Le possibili soluzioni individuate sono state: l'apertura di una nuova "mini-CIG" per una parziale riscrittura della Carta costituzionale, la "riduzione" della Carta attuale ai principi fondamentali rinominandola "Trattato fondamentale", piccoli aggiustamenti alla Carta esistente, come l'inserimento di un "protocollo sociale". Alla fine ha prevalso l'idea del "testo ridimensionato" e si è convenuto di approvare il Trattato di riforma.
Nelle tabelle di seguito la situazione delle ratifiche.
| Parte contraente      | Data | Risultato | Notifica presso il Governo italiano                                       |
| --------------------- | --- | --- | ------------------------------------------------------------------------- |
| Lituania              | 11 novembre 2004                                                                                          | Ratificato dal parlamento unicamerale (Seimas) con 84 voti a favore, 4 contrari e 3 astensioni. | 17 dicembre, 2004                                                         |
| Ungheria              | 20 dicembre, 2004                                                                                         | Ratificato dal parlamento (Országgyűlés): 323 voti a favore, 12 contrari, 8 astenuti. | 30 dicembre, 2004                                                         |
| Slovenia              | 1º febbraio 2005                                                                                          | Ratificato dall'Assemblea Nazionale (Državni zbor): 79 voti a favore, 4 contrari, nessun astenuto. | 9 maggio, 2005                                                            |
| Italia                | 25 gennaio 2005 6 aprile 2005                                                                             | Ratificato dalla Camera dei deputati: 436 favorevoli, 28 contrari, 5 astensioni. Ratificato dal Senato della Repubblica: 217 voti a favore, 16 contrari, nessun astenuto. | 25 maggio, 2005                                                           |
| Spagna                | 20 febbraio 2005 28 aprile 2005 18 maggio 2005                                                            | Ratificato con referendum: 76,73% favorevoli, 17,24% contrari, 6,03% bianche, 42,32% di votanti sul totale degli aventi diritto. Ratificato dal Congresso dei deputati (Congreso de los Diputados): 311 voti a favore 19 contrari, nessun astenuto. Ratificato dal Senato (Senado): 225 favorevoli, 6 contrari, 1 astenuto. | 15 giugno, 2005                                                           |
| Austria               | 11 maggio 2005 25 maggio 2005                                                                             | Ratificato dal Congresso Nazionale (Nationalrat): approvato per "alzata di mano" con un voto contrario. Ratificato dal Consiglio Federale (Bundesrat): approvato per "alzata di mano" con 3 voti contrari. | 17 giugno, 2005                                                           |
| Grecia                | 19 aprile 2005                                                                                            | Ratificato dal parlamento (Βουλή των Ελλήνων): 268 voti a favore, 17 contrari, 15 astensioni. | 28 luglio, 2005                                                           |
| Malta                 | 6 luglio 2005                                                                                             | Ratificato dalla Camera dei rappresentanti (Il-Kamra). | 2 agosto, 2005                                                            |
| Cipro                 | 30 giugno 2005                                                                                            | Ratificato dal parlamento (Βουλή των Αντιπροσώπων): 30 voti a favore, 19 contrari, 1 astensione. | 6 ottobre, 2005                                                           |
| Lettonia              | 2 giugno 2005                                                                                             | Ratificato dal parlamento (Saeima): 71 voti a favore 5 contrari, 6 astenuti. | 3 gennaio, 2006                                                           |
| Lussemburgo           | 10 luglio 2005 25 ottobre 2005                                                                            | Ratificato tramite referendum: 56,52% favorevoli, 43,48% contrari calcolati sull'87,77% dei partecipanti al voto sul totale degli aventi diritto Ratificato dalla Camera dei deputati (Châmber): 57 favorevoli 1 contrario, nessun astenuto. | 30 gennaio, 2006                                                          |
| Belgio                | 28 aprile 2005 19 maggio 2005 17 giugno 2005 20 giugno 2005 29 giugno 2005 19 luglio 2005 8 febbraio 2006 | Ratificato dal Senato (Sénat/Senaat): 54 favorevoli 9 contrari, 1 astensione. Ratificato dalla Camera dei rappresentanti (Chambre/Kamer): 118 voti a favore, 18 contrari, 1 astensione. Ratificato dal Parlamento di Bruxelles (Parlement Bruxellois/Brussels Hoofdstedelijk Parlement): 70 favorevoli, 10 contrari, nessun astenuto. Ratificato dal parlamento della comunità germanofona (Parlament der Deutschsprachigen Gemeinschaft): 21 favorevoli, 2 contrari, nessun astenuto. Ratificato dal parlamento Vallone (Parlement wallon): 55 favorevoli, 2 contrari, nessun astenuto. Ratificato dal parlamento della comunità francofona (Parlement de la Communauté française): 79 favorevoli, nessun contrario, nessun astenuto. Ratificato dal parlamento fiammingo (Vlaams Parlement): 84 favorevoli, 29 contrari, 1 astensione. | 13 giugno, 2006                                                           |
| Estonia               | 9 maggio 2006                                                                                             | Ratificato dal parlamento (Riigikogu): 73 voti favorevoli, 1 voto contrario, nessun astenuto. | 26 settembre, 2006                                                        |
| Bulgaria              | 1º gennaio, 2007                                                                                          | Ratificato in base al Trattato di adesione all'Unione europea | Non richiesto                                                             |
| Romania               | 1º gennaio, 2007                                                                                          | Ratificato in base al Trattato di adesione all'Unione europea | Non richiesto                                                             |
| Slovacchia            | 11 maggio, 2005                                                                                           | Ratificato dal Consiglio nazionale (Narodna rada): 116 favorevoli, 27 contrari, 4 astenuti. | Sospesa. Il Presidente della repubblica non ha firmato la relativa legge. |
| Germania              | 12 maggio 2005 27 maggio 2005                                                                             | Ratificato dalla Dieta federale (Bundestag): 569 voti favorevoli, 23 contrari, 2 astensionsi. Ratificato dal Consiglio federale Bundesrat: 66 favorevoli, nessun contrario 3 astenuti. | In attesa di decisione da parte della Corte Costituzionale                |
| Finlandia incl. Åland | 5 dicembre 2006 In sospeso                                                                                | Ratificato dal parlamento (Eduskunta/Riksdag): 125 voti a favore, 39 contrari, 4 astenuti. Parlamento delle Åland (Lagting) | In sospeso                                                                |
| Francia               | 29 maggio 2005 Non definito                                                                               | Respinto tramite referendum: 54,68% a 45,32%, con una percentuale di votanti del 69,34%. Assemblea Nazionale (Assemblée Nationale): Senato (Sénat): |                                                                           |
| Paesi Bassi           | 1º giugno 2005 Non definito                                                                               | Respinto tramite referendum: 61,54% a 38,46%, con una percentuale di votanti del 63,30%. Seconda camera (Tweede Kamer): Prima camera (Eerste Kamer): |                                                                           |
| Rep. Ceca             | Cancellato Non definito                                                                                   | Referendum cancellato Senato (Senát): Camera dei deputati (Poslanecká sněmovna): |                                                                           |
| Danimarca             | Posposto Non definito                                                                                     | Referendum cancellato Parlamento (Folketing): |                                                                           |
| Irlanda               | Posposto Non definito                                                                                     | Referendum cancellato Camera (Dáil Éireann): Senato (Seanad Éireann): |                                                                           |
| Polonia               | Posposto Non definito                                                                                     | Referendum cancellato Camera dei deputati (Sejm): Senato (Senat): |                                                                           |
| Portogallo            | Posposto Non definito                                                                                     | Referendum cancellato Assemblea della repubblica (Assembleia da Republica): |                                                                           |
| Svezia                | Non definito                                                                                              | Parlamento (Riksdag): |                                                                           |
| Regno Unito           | Posposto Non definito                                                                                     | Referendum cancellato Camera dei comuni (House of Commons): Camera dei pari (House of Lords): |                                                                           |

Riepilogo dello stato del processo di ratifica (dati aggiornati al 22 febbraio 2007)
| Stato del processo                          | Numero di paesi membri | Con referendum                                     |
| ------------------------------------------- | --- | -------------------------------------------------- |
| Processo di ratifica completato             | 15 Austria Belgio Bulgaria Cipro Estonia Grecia Ungheria Italia Lettonia Lituania Lussemburgo Malta Romania Slovenia Spagna | 2 Lussemburgo Spagna                               |
| Ratifica da parte del parlamento completata | 3 Finlandia Germania Slovacchia                                                                                             | 0                                                  |
| Non ratificato                              | 2 Francia Paesi Bassi | 2 Francia Paesi Bassi                              |
| Processo non concluso                       | 7 Rep. Ceca Danimarca Irlanda Polonia Portogallo Svezia Regno Unito                                                         | 5 Danimarca Irlanda Polonia Portogallo Regno Unito |

### Il periodo di riflessione e il Trattato di riforma

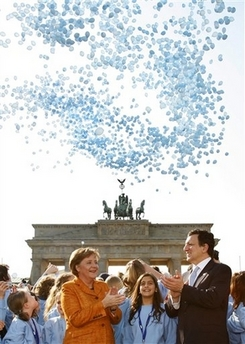
Angela Merkel e il presidente della Commissione europea Barroso a Berlino per i 50 anni dell'Europa unita

Il "periodo di riflessione" dei leader europei dopo il no di Francia e Paesi Bassi si è protratto per circa 2 anni. Sostanzialmente le ipotesi al vaglio erano tre:
- Procedere con l'iter di ratifica da parte degli Stati rimanenti e, qualora emergesse solo una minoranza contraria, indire nuovi referendum nei paesi che hanno bocciato il trattato. L'idea è stata chiaramente respinta da Francia e Paesi Bassi.
- Aprire la strada a cooperazioni rafforzate: la Costituzione sarebbe entrata in vigore solo negli Stati favorevoli. Teoricamente possibile, l'ipotesi è stata scartata per non lasciare fuori due dei paesi fondatori della comunità europea.
- Redigere un nuovo Trattato semplificato, privo di connotati costituzionali e da approvare solo per via parlamentare.

L'ultima soluzione ha infine prevalso. Con la Dichiarazione di Berlino del 25 marzo 2007, in occasione dei 50 anni dell'Europa unita, la cancelliera tedesca Angela Merkel e il premier italiano Romano Prodi esprimevano la volontà di sciogliere il nodo entro pochi mesi al fine di consentire l'entrata in vigore di un nuovo trattato nel 2009, anno delle elezioni del nuovo Parlamento europeo. Si è così svolto sotto la presidenza tedesca dell'Unione il vertice di Bruxelles tra il 21 e il 23 giugno 2007 nel quale si è arrivati ad un accordo sul nuovo "Trattato di riforma".
L'accordo pone fine a 2 anni e mezzo di aspirazioni irrealizzate: il Trattato di Lisbona è stato firmato dai capi di Stato e di Governo il 13 dicembre 2007, appunto a Lisbona, ed è entrato in vigore il 1º dicembre 2009, dopo l'approvazione dell'Irlanda avvenuta mediante il referendum costituzionale del 2009.
Quasi tutte le innovazioni della Costituzione sopravvivono anche nel nuovo Trattato (che anzi ne asciuga molte ridondanze): il "think tank" euroscettico "Open Europe" si è spinto fino all'analisi dettagliata, notando che il nuovo Trattato è al 96% identico alla Costituzione europea.
Rimane però l'eliminazione di qualsiasi riferimento costituzionale (simboli, nomenclatura, struttura del testo), ovvero la rinuncia all'obiettivo ideale che rappresenta un ridimensionamento del nuovo Trattato, che nell'ottica federalista resta appieno uno strumento pattizio e non un atto fondativo di una nuova entità sovranazionale.

## Descrizione

### Finalità e struttura
Lo scopo della Costituzione europea, oltre a quello di sostituire i diversi trattati esistenti che al momento costituivano la base giuridica dell'Unione europea, era principalmente quello di dare all'UE un assetto politico chiaro riguardo alle sue istituzioni, alle sue competenze, alle modalità decisionali, alla politica estera.
A dispetto del nome, non si trattava di una vera Costituzione che sancisse la nascita di una sovranità (come la costituzione federale degli Stati Uniti d'America), bensì di una sorta di Testo unico, in cui venivano solo recepiti e riordinati testi giuridici preesistenti, con poche vere innovazioni e senza alcun trasferimento di sovranità.
La Costituzione europea si componeva di un preambolo, di quattro parti (per un totale di 448 articoli), di 36 protocolli, due allegati, un Atto finale:
- il preambolo enuncia i principi e gli obiettivi ideali dell'Unione,
- la prima parte enuncia la sua natura, le sue istituzioni, i suoi principi e i suoi simboli,
- la seconda parte integra la precedente Carta dei diritti fondamentali dell'Unione europea,
- la terza parte enuncia le disposizioni che regolano il funzionamento pratico dell'Unione nei vari settori,
- i protocolli spiegano alcune particolari regole di funzionamento,
- la quarta parte indica le disposizioni generali e finali dell'Unione europea
- i due allegati sono delle postille,
- l'Atto finale sintetizza la Costituzione e funge da conclusione.

### Le principali innovazioni della Costituzione
| Stati membri          | Nizza | Nizza | Costituzione Lisbona | Costituzione Lisbona |
| Stati membri          | voti  | %     | pop. in milioni      | %                    |
| --------------------- | ----- | ----- | -------------------- | -------------------- |
| Germania              | 29    | 8.4%  | 82                   | 16.5%                |
| Francia               | 29    | 8.4%  | 64                   | 12.9%                |
| Italia                | 29    | 8.4%  | 60                   | 12.0%                |
| Spagna                | 27    | 7.8%  | 46                   | 9.0%                 |
| Polonia               | 27    | 7.8%  | 38                   | 7.6%                 |
| Romania               | 14    | 4.1%  | 21                   | 4.3%                 |
| Paesi Bassi           | 13    | 3.8%  | 17                   | 3.3%                 |
| Grecia                | 12    | 3.5%  | 11                   | 2.2%                 |
| Portogallo            | 12    | 3.5%  | 11                   | 2.1%                 |
| Belgio                | 12    | 3.5%  | 11                   | 2.1%                 |
| Rep. Ceca             | 12    | 3.5%  | 10                   | 2.1%                 |
| Ungheria              | 12    | 3.5%  | 10                   | 2.0%                 |
| Svezia                | 10    | 2.9%  | 9.2                  | 1.9%                 |
| Austria               | 10    | 2.9%  | 8.3                  | 1.7%                 |
| Bulgaria              | 10    | 2.9%  | 7.6                  | 1.5%                 |
| Danimarca             | 7     | 2.0%  | 5.5                  | 1.1%                 |
| Slovacchia            | 7     | 2.0%  | 5.4                  | 1.1%                 |
| Finlandia             | 7     | 2.0%  | 5.3                  | 1.1%                 |
| Irlanda               | 7     | 2.0%  | 4.5                  | 0.9%                 |
| Lituania              | 7     | 2.0%  | 3.3                  | 0.7%                 |
| Lettonia              | 4     | 1.2%  | 2.2                  | 0.5%                 |
| Slovenia              | 4     | 1.2%  | 2.0                  | 0.4%                 |
| Estonia               | 4     | 1.2%  | 1.3                  | 0.3%                 |
| Cipro                 | 4     | 1.2%  | 0.87                 | 0.2%                 |
| Lussemburgo           | 4     | 1.2%  | 0.49                 | 0.1%                 |
| Malta                 | 3     | 0.9%  | 0.41                 | 0.1%                 |
| Totale                | 345   | 100%  | 498                  | 100%                 |
| Maggioranza richiesta | 255   | 74%   | 324                  | 65%                  |

Rispetto ai precedenti trattati la Costituzione introduceva un certo numero di novità. Tali novità vorrebbero semplificare il processo decisionale e conferire all'Unione e alle sue istituzioni maggiori poteri per operare. Le principali sono le seguenti:
- Viene superata la struttura in tre pilastri e creata un'organizzazione unica che racchiude le precedenti Comunità europee e l'Unione europea.
- Viene sancita la personalità giuridica dell'Unione europea (finora riconosciuta solo alle Comunità europee).
- Il Parlamento europeo ora elegge il presidente della Commissione europea; può avere un massimo di 750 seggi con un minimo di 6 ed un massimo di 96 per Stato (la Convenzione aveva proposto un minimo di 4 senza soglia massima).
- Viene abolita la presidenza a rotazione del Consiglio dell'Unione europea: si instaura un presidente stabile, eletto a maggioranza qualificata dal Consiglio stesso con un mandato di due anni e mezzo rinnovabile una sola volta; esso ha gli stessi compiti del presidente di turno attuale e rappresenta l'Unione europea (un po' come il nostro presidente della Repubblica).
- Ora il Consiglio europeo e il Consiglio dei ministri dell'Unione non adottano più le scelte con la precedente ponderazione dei voti stabilita dal Trattato di Nizza, ma con la formula della maggioranza qualificata: una risoluzione o una legge è approvata con il voto favorevole del 55% degli Stati membri (minimo di 15) che rappresentino il 65% della popolazione europea; la minoranza di blocco deve comprendere almeno quattro Stati. Anche se questa nuova formulazione viene presentata come un'innovazione decisiva, in realtà la "Costituzione" si limita a prendere atto del permanere di questi "organismi" intergovernativi, che non sono altro che una conferenza internazionale semipermanente.
- Viene introdotta la figura del Ministro degli Affari esteri dell'Unione: esso riassume in sé e dunque elimina le precedenti figure dell'Alto Segretario per la Politica Estera e di Sicurezza Comune (allora Javier Solana) e del commissario alle relazioni esterne; guida la politica estera dell'Unione, è vicepresidente della commissione, presiede il Consiglio Affari esteri, è eletto a maggioranza qualificata dal Consiglio europeo con l'accordo del Presidente di commissione.
- La Commissione europea resterà fino al 2014 composta da un componente per Stato membro (dunque 27 membri dopo il 2007); in seguito sarà composta da un numero di membri pari ai 2/3 degli Stati membri e funzionerà a rotazione.
- Vengono formalmente enunciati i campi in cui l'Unione dispone di competenza esclusiva, quelli di competenza concorrente con i singoli Stati membri e quelli in cui ha solo competenza per azioni di sostegno.
- Viene accresciuta la possibilità di ricorrere al sistema delle cooperazioni rafforzate, che permette agli Stati che ne fanno richiesta (minimo un terzo degli Stati membri) di superare la contrarietà di altri Paesi membri dissenzienti ed avviare tra loro cooperazioni più forti in diversi campi.
- In materia di difesa, i Compiti di Petersberg sono ampliati; ciò vuol dire che gli eserciti europei possono ora intervenire in casi di missioni di disarmo, stabilizzazione al termine dei conflitti, lotta al terrorismo; è istituita un'Agenzia europea degli armamenti.
- Le decisioni all'unanimità, che un tempo bloccavano il processo decisionale dell'Unione, restano ora solo per la politica estera e di difesa comune e per la fiscalità (cioè proprio per gli ambiti in cui più forte si sente l'esigenza di una voce comune dell'Europa); sono superate (a favore di decisioni assunte con maggioranza qualificata) riguardo al settore della giustizia.
- Cittadini dell'Unione in numero di almeno un milione appartenenti a più Stati membri possono ora invitare formalmente la Commissione a legiferare su un tema da loro ritenuto importante; questa è una delle opzioni più democratiche attuate dalla Costituzione. Questo strumento si affianca al già esistente diritto di petizione (previsto dall'art. 194 TCE) attraverso il quale i cittadini europei possono formulare proposte di legge al Parlamento il quale (se ritiene la proposta interessante)ne informa la Commissione.
- I parlamenti nazionali assumono il potere di verificare la corretta applicazione da parte delle Istituzioni comunitarie del principio di sussidiarietà, divenendo ora detentori di un "meccanismo di allerta precoce" che blocca l'iter decisionale dell'Unione qualora questa scavalchi ingiustificatamente le competenze interne dei singoli Stati.
- Nei casi di revisione futura della Costituzione, verrà indetta una nuova Convenzione con l'incarico di modificare il testo.

Tutte queste novità aumentano, a detta degli estensori, la democraticità, la trasparenza e i poteri dell'Unione europea.
La Costituzione europea definisce inoltre esplicitamente la distribuzione delle competenze tra gli Stati membri e l'Unione europea in 3 categorie:
| Competenze esclusive | | Competenze concorrenti |  | Competenze di supporto |
| L'Unione ha competenza esclusiva di produrre direttive e di concludere accordi internazionali quando indicato in un atto legislativo. | Gli Stati membri esercitano la loro competenza nella misura in cui l'Unione non ha esercitato la propria. | L'Unione ha competenza per svolgere azioni intese a sostenere, coordinare o completare l'azione degli Stati membri.                                                                                  |  |                        |
| 1. unione doganale; 2. definizione delle regole di concorrenza necessarie al funzionamento del mercato interno; 3. politica monetaria per gli Stati membri la cui moneta è l'euro; 4. conservazione delle risorse biologiche del mare nel quadro della politica comune della pesca; 5. politica commerciale comune. | 1. mercato interno, 2. politica sociale, per quanto riguarda gli aspetti definiti nel presente trattato, 3. coesione economica, sociale e territoriale, 4. agricoltura e pesca, tranne la conservazione delle risorse biologiche del mare, 5. ambiente, 6. protezione dei consumatori, 7. trasporti, 8. reti transeuropee, 9. energia, 10. spazio di libertà, sicurezza e giustizia, 11. problemi comuni di sicurezza in materia di sanità pubblica. | 1. tutela e miglioramento della salute umana, 2. industria, 3. cultura, 4. turismo, 5. istruzione, formazione professionale, gioventù e sport; 6. protezione civile, 7. cooperazione amministrativa. |  |                        |

### I punti controversi

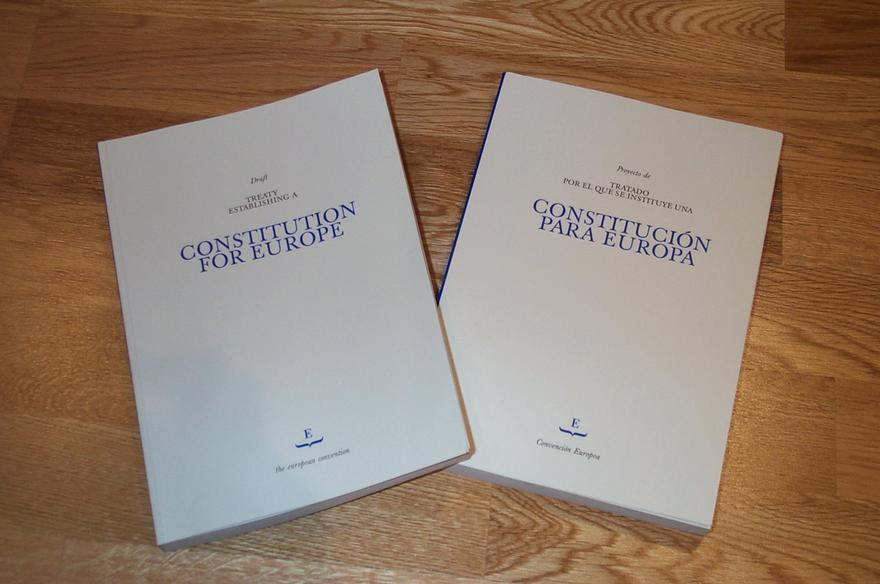
Testo in due lingue della Costituzione approvata ed in attesa di ratifica; il testo è disponibile in oltre 20 lingue.

Le forti critiche al testo costituzionale espresse dalle più disparate correnti politiche si basano su opinioni spesso diametralmente opposte.
Fondamentalmente le controversie nascono dalla volontà di creare un documento debole, cioè non indirizzato chiaramente ma al fondo legato ad essere un massimo comune divisore fra le varie visioni di Stato delle nazioni europee.
In buona parte le critiche e le resistenze verso la Costituzione vengono da parte dell'opinione pubblica meno interessata alla politica, i cosiddetti euroscettici, che rifiutano l'Unione europea per come è stata strutturata, vista come troppo burocratizzata e poco efficace nel risolvere gli interessi reali dei cittadini.
A queste critiche se ne sono aggiunte altre dagli ambienti religiosi riguardo all'assenza di riferimenti alle radici giudaico-cristiane della coscienza europea: molti sono stati i richiami fatti da papi, rabbini e capi spirituali protestanti. Gli stati che valorizzano la laicità dello stato, per prima la Francia, si sono opposti duramente ad un esplicito riferimento religioso nella Costituzione, mentre stati a maggioranza cattolica e ortodossa (tra cui l'Italia, la Polonia e la Grecia) hanno spinto verso un inserimento di questi riferimenti nel testo.
Non va dimenticata, poi, la posizione severamente critica da parte di istanze non sospettabili di scarso spirito europeista o di sciovinismo nazionalista, come gran parte dei Federalisti Europei, i quali hanno ripetutamente bollato come un inganno quello di chiamare Costituzione un documento che tale non è.
In Francia la vittoria del 'no' è dipesa principalmente dalla contrarietà di una larga fetta dell'opinione pubblica: sinistra radicale, fronte nazionale, ambienti cattolici e lefebvriani, no-global, e pacifisti accesi hanno criticato la presenza di principi neoliberisti nel testo, l'eccessiva importanza data ai temi economici e capitalistici, l'assenza di riferimenti al ripudio della guerra e il fatto che gli eserciti europei ora possano intervenire in più occasioni, le troppo scarse garanzie in difesa dei lavoratori, degli immigrati, del welfare state. Diverse personalità (ad esempio, il premio Nobel per l'economia Maurice Allais) hanno criticato il TCE e si sono schierati contro la sua ratifica.
Ragioni ben diverse quelle contestate della destra nazionalista, principalmente nei Paesi Bassi. La paura in questo caso è che la Costituzione ora disponga di poteri tali da svuotare di significato e di autorità i singoli stati, promuovendo un appiattimento delle identità nazionali in nome di un'unione indifferenziata.

## Seguiti indiretti
"Nella formulazione dei nuovi trattati ritroviamo ora (art. 4 del TUE) le previsioni sull’eguaglianza degli Stati di fronte ai trattati e
sul rispetto delle identità nazionali (tanto politiche che costituzionali) e
quelle sulla mutua assistenza e sulla «leale cooperazione» fra l’Unione e
gli Stati membri. Nei nuovi trattati viene superata quella previsione del
(non ratificato) Trattato costituzionale, nella quale si stabiliva che «La
Costituzione e il diritto adottato dalle istituzioni dell’Unione nell’esercizio
delle competenze a questa attribuite prevalgono sul diritto degli Stati
membri». Nella Dichiarazione n. 17 annessa al Trattato di Lisbona, relativa
al primato, viene ora sottolineato che, per giurisprudenza costante
della Corte di giustizia dell'Unione europea, i trattati e il diritto adottato dall’Unione sulla loro base
prevalgano sul diritto degli Stati membri alle condizioni stabilite dalla
summenzionata giurisprudenza. Come si può osservare, si tratta di una
Dichiarazione che richiama e conferma un orientamento pacifico in dottrina
quanto al diritto primario e a quello derivato dell’Unione, lasciando
aperte le sole questioni poste dalla giurisprudenza in materia di controlimiti
circa la discussa prevalenza generalizzata del diritto dell’Unione sugli
stessi principi e i diritti fondamentali nazionali".
Con questa fondamentale eccezione dei "controlimiti" nazionali (affermata soprattutto dalla Corte costituzionale federale tedesca), la disciplina al livello europeo dei diritti fondamentali (e con essa l’essenziale apporto assicurato dalla giurisprudenza della Corte di giustizia dell'Unione europea) si configura come un «sistema costituzionale a più livelli»: il disegno di un multilevel constitutionalism, contenuto nel progetto di Costituzione europea, risulta perciò sopravvissuto alla sua mancata ratifica ed anzi, in certa misura, confermato dall’ingresso nei Trattati UE - grazie al trattato di Lisbona - dell'art. 53 della Carta dei diritti.
La natura pretoria di questo seguito, che si affida principalmente alla giurisdizione costituzionale nazionale ed europea, era stata già divisata nel diverso sistema della CEDU, dove è nata la definizione stessa di "ordine pubblico europeo"
.

## Numismatica
- Il 29 ottobre 2005 l'Istituto Poligrafico e Zecca dello Stato ha coniato una moneta da 2 euro commemorativa della ratifica italiana (avvenuta il 6 aprile 2005) della "Costituzione europea", dicitura che appare lungo il bordo della stessa.

## Filatelia
- Il 29 ottobre 2005 le Poste Italiane hanno emesso un francobollo da 0,52 euro celebrativo della firma della Costituzione europea, recante il logo realizzato per l'occasione.